# Na Plachtě 1
Na Plachtě 1 byla přírodní památka ev. č. 2138 poblíž obce Hradec Králové v okrese Hradec Králové v těsné blízkosti přírodních památek Na Plachtě 2 a Na Plachtě 3. Oblast spravovala AOPK ČR Správa CHKO Orlické hory. Dne 28. prosince 2013 byla PP Na Plachtě 1 začleněna do nově vzniklé přírodní památky Na Plachtě.
Důvodem ochrany byla ochrana a zachování diverzity unikátních společenstev rostlin a živočichů.
V oblasti památky byla k roku 2011 pozorována již druhá kudlanka nábožná (Mantis religiosa), které se zde pravděpodobně začalo dařit. Předpokládá se, že se na území dostala z jižní Moravy pomocí kamionové či vlakové dopravy.